# Georg Claussen (Schiffbauer)
Georg Claussen (* 14. April 1877 in Bremerhaven; † 11. März 1944 in Wesermünde) war ein deutscher Schiffbauer und Direktor der Tecklenborg-Werft.

## Biografie
Claussen war der Sohn des Bremerhavener Kaufmanns Christian H. Claussen, des Bruders von Georg Wilhelm Claussen, dem Direktor der Tecklenborg-Werft. 
Er besuchte das Realgymnasium in Geestemünde, die nachmalige Wilhelm-Raabe-Schule (Bremerhaven). Nach dem Abitur und einem zweijährigen Praktikum studierte er an der Technischen Hochschule Charlottenburg in Berlin. Zwei Studienreisen führten ihn in die USA. Danach arbeitete er von 1902 bis 1905 auf der Reiherstiegwerft in Hamburg-Wilhelmsburg und von 1905 bis 1906 auf der Schichau-Werft in Danzig. 

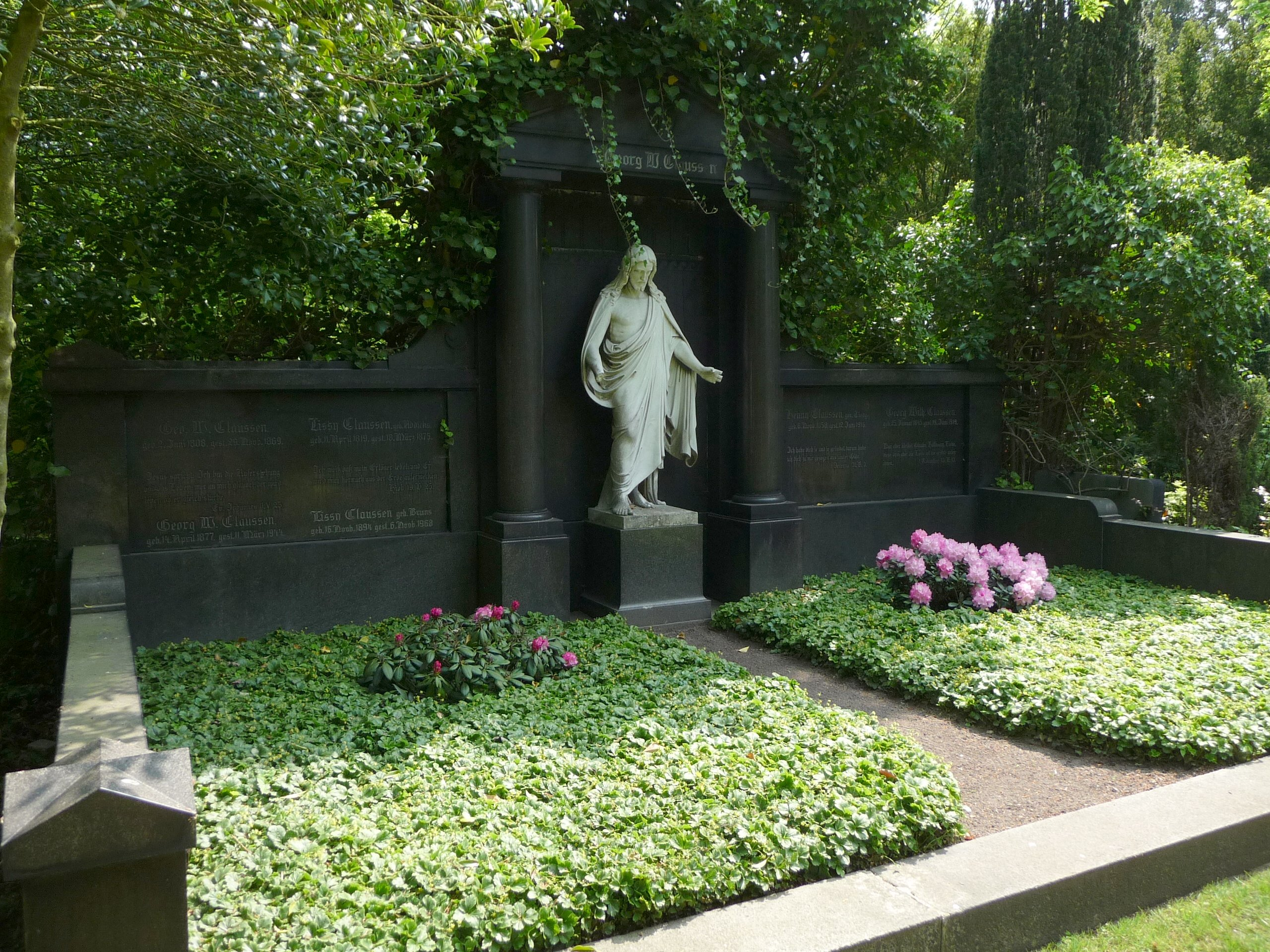
Grab der Familie Claussen auf dem Friedhof Lehe I in Bremerhaven

Claussen war ab 1906 Betriebsingenieur auf der Tecklenborg-Werft. Gefördert von seinem Onkel Georg Wilhelm Claussen, stieg er innerhalb weniger Jahre zum Oberingenieur, Prokuristen und stellvertretenden Direktor auf. 1919, nach dem Tod des Onkels, wurde er Direktor der Tecklenborg-Werft. Nach der Fusion mit der AG Weser Werft wurde er Vorstandsmitglied in der neu gegründeten Deutsche Schiff- und Maschinenbau Aktiengesellschaft (Deschimag) in Bremen.
Georg Claussen wurde auf dem Friedhof Lehe I in Bremerhaven beigesetzt. Er gehörte dem Verein Deutscher Ingenieure (VDI) und dem Unterweser-Bezirksverein des VDI an.